# نیترید نقره
نیترید نقره (به انگلیسی: Silver nitride) یک ترکیب شیمیایی است؛ که جرم مولی آن ۳۳۷٫۶۲ g/mol می‌باشد. شکل ظاهری این ترکیب، جامد سیاه است.